# Sint-Andreaskerk (Kopenhagen)
De Sint-Andreaskerk (Deens: Sankt Andreas Kirke) is een luthers kerkgebouw aan de Gothersgade in de Deense hoofdstad Kopenhagen. Het kerkgebouw werd ontworpen door de architect Martin Borch en gebouwd van 1897 tot 1901. De parochiekerk behoort tot de Deense Volkskerk.

## Beschrijving
De Andreaskerk is een tweebeukige kerk met het koor naar het westen en het hoofdportaal naar het oosten. De toren is gesitueerd op de zuidoostelijke hoek van het gebouw. De kerk werd gebouwd in de stijl van de laatromaanse Deense baksteenarchitectuur. Het portaal met aan weerszijden drie zuilen en consoles in de vormen van leeuwen is geïnspireerd op de granieten kerkportalen van Jutland. Die leeuwen werden ontworpen door Anders Bundgaard, die vooral naam geniet als de schepper van de Gefionfontein in Langelinie, terwijl Thomas Bærentsen een aantal reliëfs op de noordelijke muur van het schip ontwierp. De zuidelijke zijbeuk heeft drie puntgevels.

## Afbeeldingen

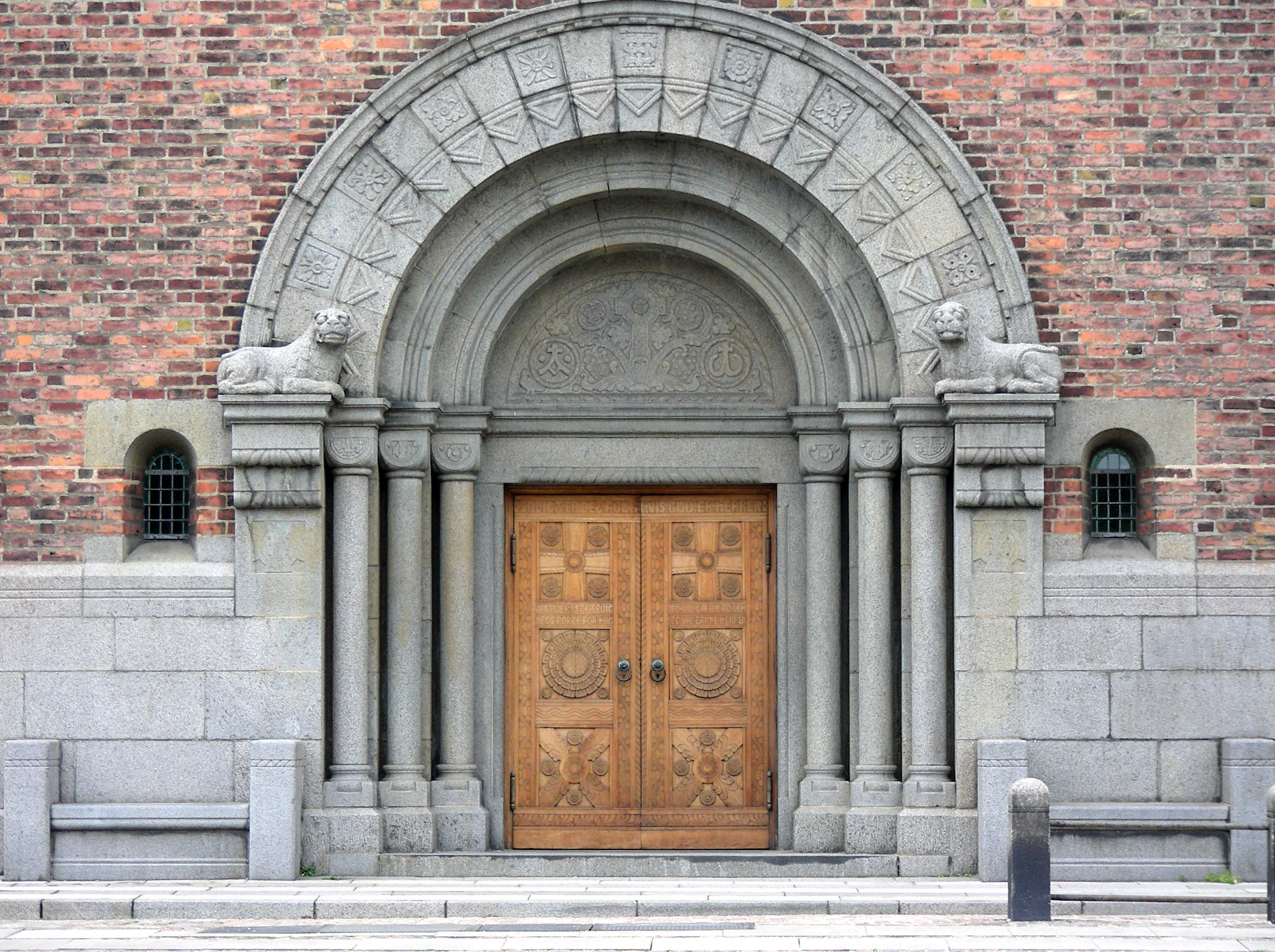
Portaal
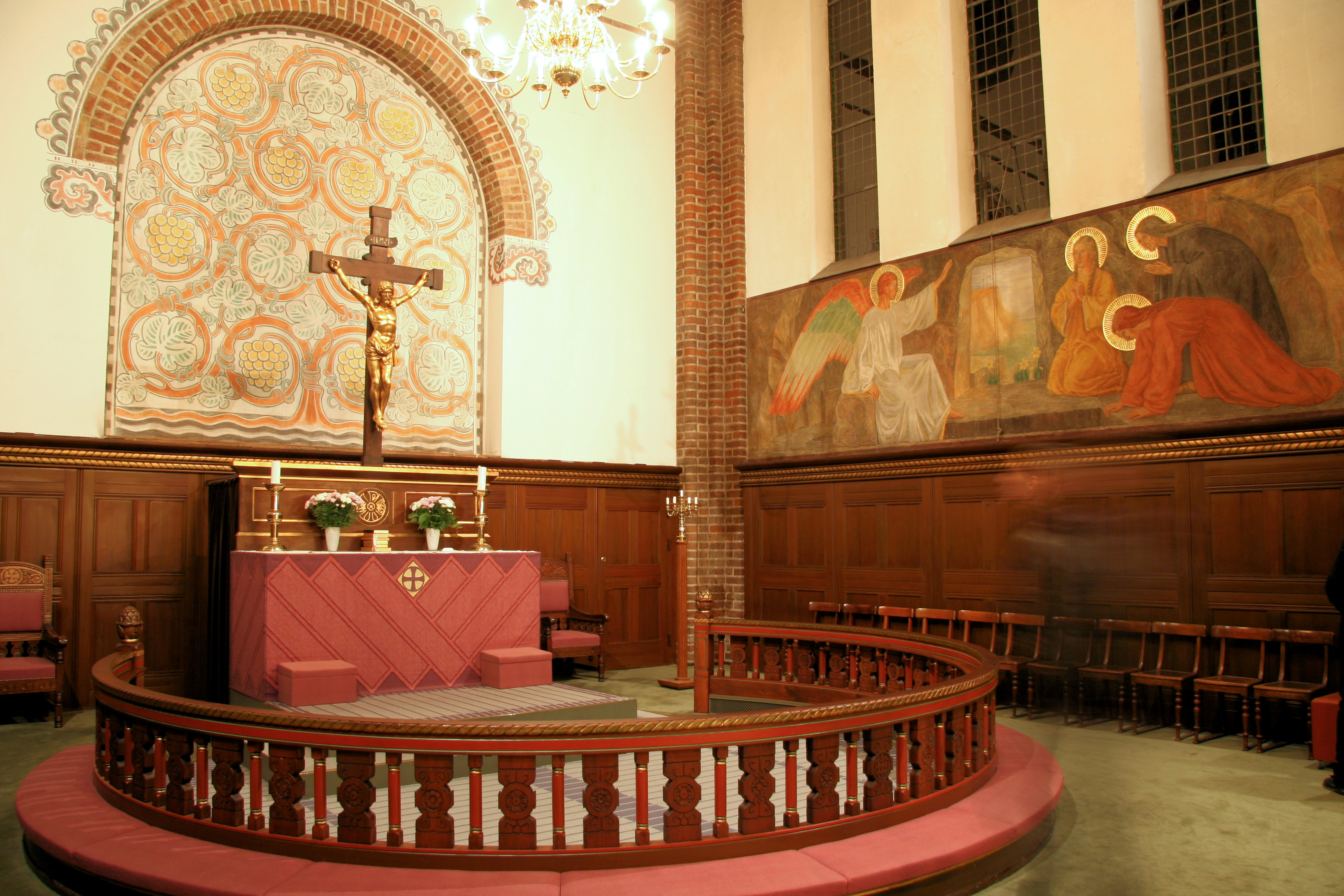
Altaar
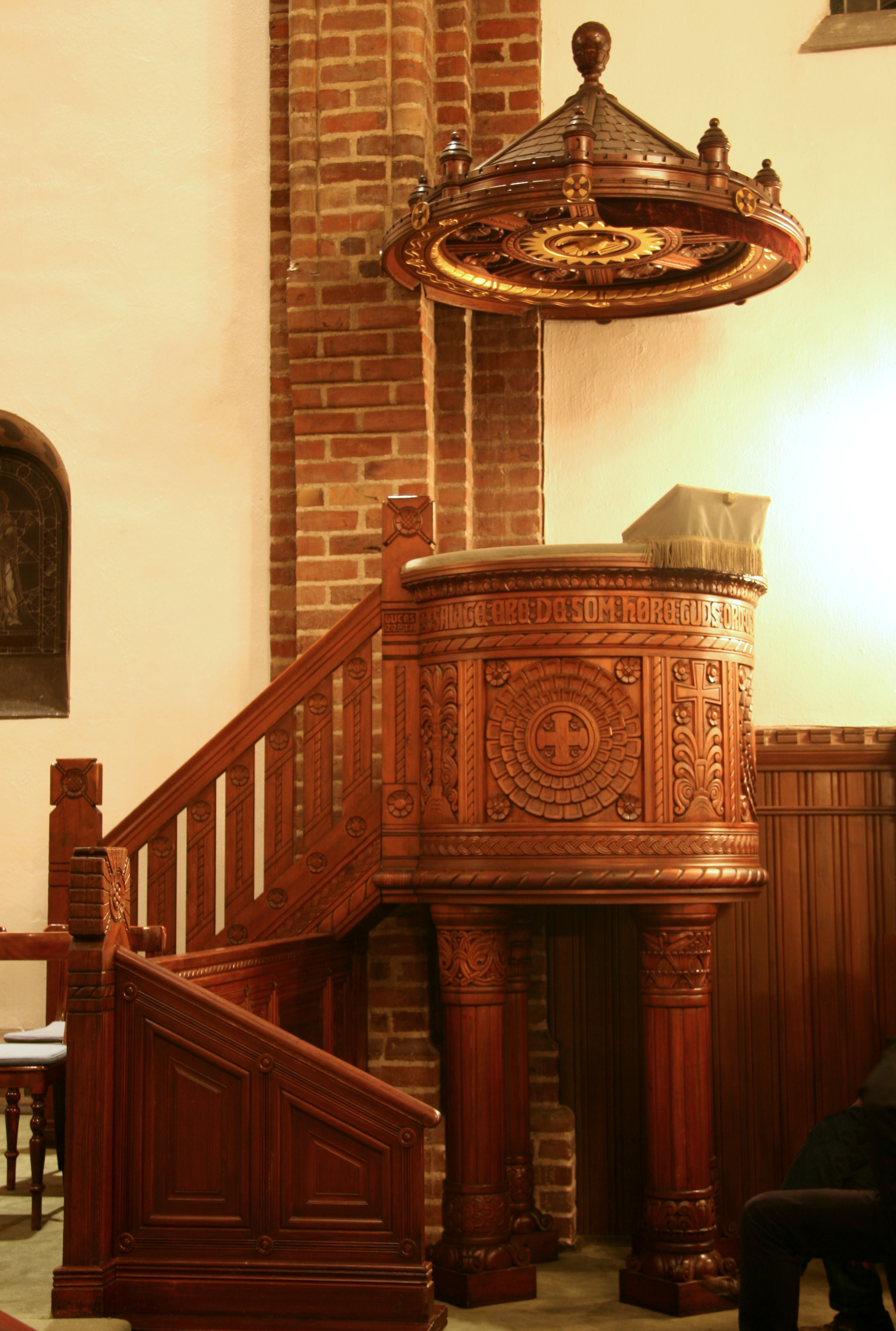
Preekstoel
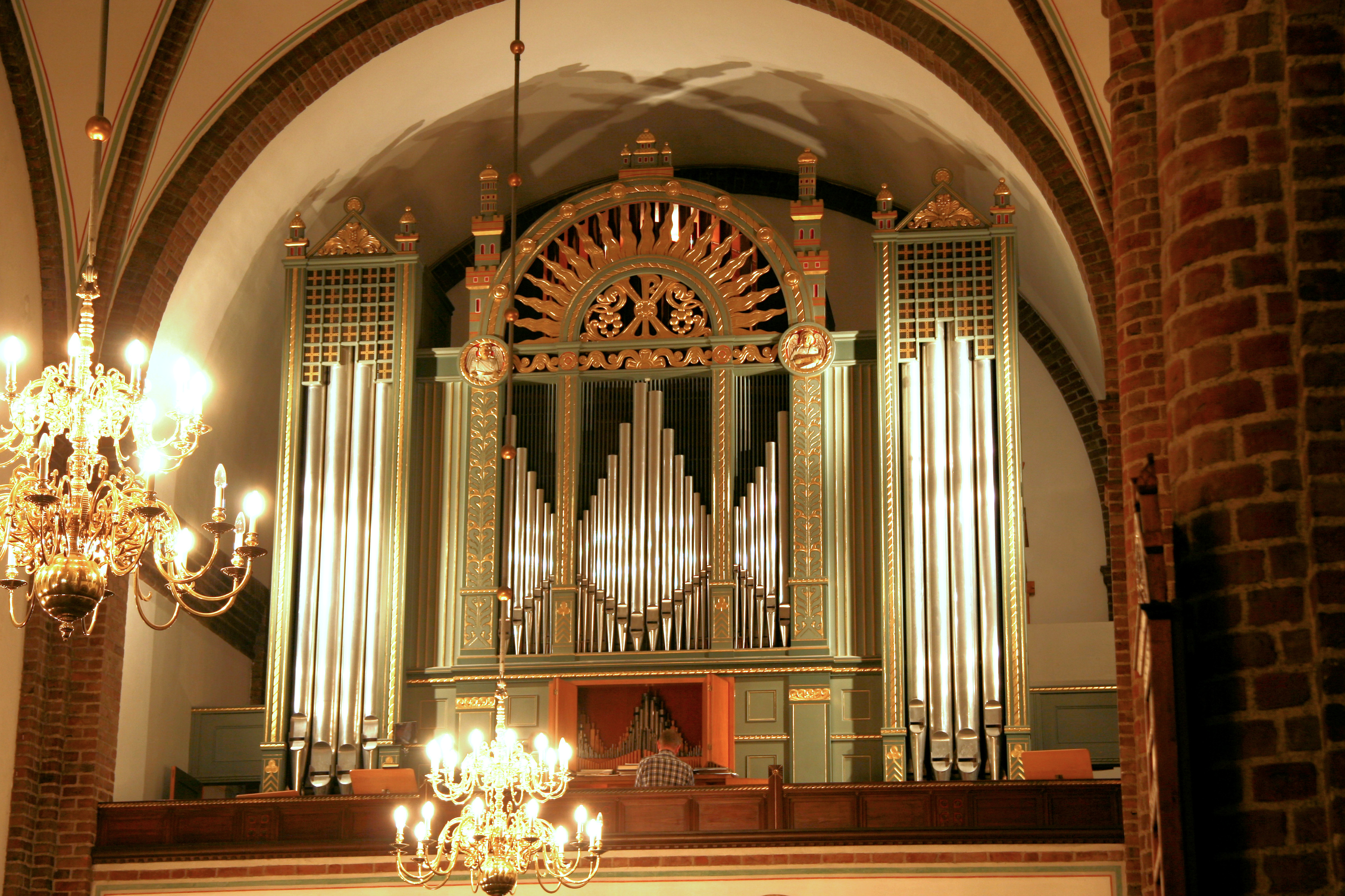
Orgel
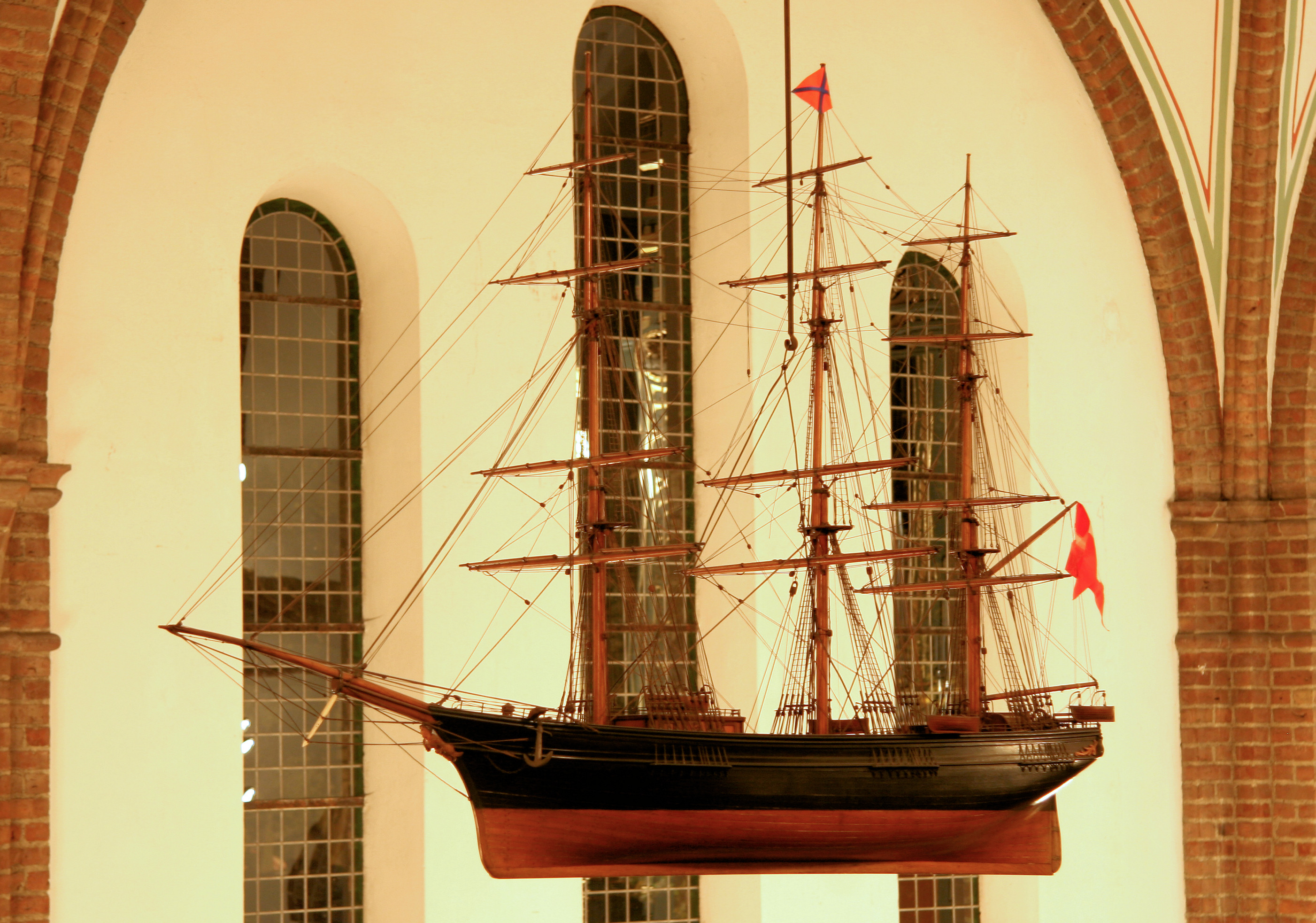
Modelschip